# 한갑득
한갑득(韓甲得, 1919년 ~ 1987년 10월 9일)은 판소리 명창 한승호(韓承鎬)의 형이다.
자출(왼손으로 줄을 치거나 떨어 음높이를 변화시키는 연주 기법)을 연속으로 2-3회씩 사용해 특이한 음색을 개발했고, 새로운 가락을 만들어 한갑득류 거문고 산조를 완성했다. 박석기로부터 백낙준의 거문고 산조를 전수받았다. 1940년 이후에는 조선창극단 단원으로 활동했으며, 1969년에 국립국악원 강사로 재직하면서 연주 활동을 하고 음반을 취입하는 등 거문고 산조의 보급과 발전에 힘썼다.
1978년에 국가무형문화재 제16호 거문고 산조 예능보유자로 지정되었다.

## 생애 및 음악
일청(一淸) 한갑득(韓甲得, 1919~1987)은 8세에 안기옥에게 가야금산조를 학습하였고, 일본 공연을 다녀올 정도의 실력을 갖추었다. 우연히 백낙준의 거문고산조 공연을 관람하고 거문고에 뜻을 두었으나 손이 작다는 이유로 제자 입문을 거절당하였다. 창평(현 담양군 남면) 지실[芝谷]에 초당을 마련하고 민족예술에 전념하던 박석기가 이 소식을 듣고, 한갑득을 데려와 거문고를 가르쳤다. 1931년(13세)부터 1937년(19세)까지 7년 동안 박석기 문하에서 풍류와 가곡반주 그리고 거문고산조를 수학하였다.
지실을 떠나 서울에 올라온 후, 조선성악연구회에서 송만갑, 이동백 등 명창들이 보는 앞에서 거문고산조를 연주하여 그 재능을 인정받았고, 20대부터 판소리(창극) 반주로 명성을 날렸다. 1939년에는 박석기의 화랑창극단에서, 1945년에는 광주성악연구회 창극단에서, 1950년대 이후에는 삼성창극단에서 기악반주로 활동하였다.
영화제작에 관심을 갖고 한동안 거문고를 연주하지 않다가 1969년 무렵 국악사양성소에서 거문고산조를 가르쳤고, 1977년에 국가무형문화재 거문고산조 예능보유자로 인정되었다.
박석기에게 배운 진양조-중모리-엇모리-자진모리에 자신을 가락을 새롭게 짜 확대시키고, 중중모리를 창작하여 1시간이 넘는 긴 산조를 완성하였다. 그러나 정작 자신이 보유하고 있던 수많은 가락을 정리하여 연주하지 못하였다. 무대에서 공연할 때는 짧은 산조를 연주하였고, 제자들에게 가르칠 때는 제자마다 서로 다른 산조를 구성하여 가르쳤다. 이러한 이유로 오늘날 한갑득류 거문고 산조를 연주하는 제자들은 서로 다르게 구성된 산조를 연주하고 있다.